# Slávek Janda
Bohuslav “Slávek” Janda (* 14. dubna 1952 Praha) je český kytarista, skladatel, zpěvák a producent, známý především jako leader skupiny Abraxas.

## Život
Na kytaru začal hrát ve 12 letech. Ve 14 letech založil se svými spolužáky první hudební skupinu Čepičkáři. Skupina pravidelně zkoušela v místním agitačním středisku a byla po čase komunisty vykázána. Zanedlouho poté založil druhou skupinu Sins of Fathers (repertoár Ten years after). První veřejné vystoupení se odehrálo na podzim roku 1968. V té době začal navštěvovat Ježkovu konzervatoř, kde studoval např. pod vedením prof. Matausche či Karla Velebného.
V dalším období se skupina zmenšila na trio a změnila svůj název na Lazy Free. V této skupině vznikla i první vlastní píseň Procházka pro tři. Později ve skupině hrál např. Jaromír Helešic. Kolem roku 1969 začal hrát se skupinou Exit, kde na bicí hrál bubeník Anatoli Kohout a na basovou kytaru Vladimír Padrůněk. Skupina zkoušela v S-klubu na Vinohradech.
Jeho první profesionální zkušeností bylo následné angažmá v doprovodné skupině Hany Zagorové. Opravdu mizerná kapela sice program jakž takž nazkoušela, ale nikdy se Zagorovou živě nevystoupila. Těsně před premiérou byla vyhozena. Poté následovala sezóna se skupinou Perpetuum mobile: Tony Vacek, Ludvík Šíma, Milan Broum a Borek Kadlec. V dalším roce krátce působil ve skupině Abraam. Další významnou epizodou byla spolupráce s Petrem Novákem od roku 1973 do roku 1979. V témže období v roce 1976 se zrodil Abraxas.

## Abraxas
Po třech letech hraní s oběma skupinami se rozhodl jít vlastní cestou a opustil Petra Nováka. Skupina Abraxas šla poměrně rychle nahoru. Již v roce 1977 natočila dva singly a začala pravidelně koncertovat.
Kolem roku 1980 až 1983 zažívala skupina vrchol své slávy. V roce 1982 natočila první LP desku s názvem Box. Ovšem již na přelomu let 1983–1984 došlo k zásadní změně ve skupině, odešel Miroslav Imrich a Ivan Pelíšek. Skupina dále pokračovala v novém složení a Slávek Janda převzal roli zpěváka. V roce 1984 byla natočena další deska skupiny s názvem Manéž. Skupina v této době velmi často koncertovala po celém Československu. V roce 1986 natočila další LP desku s názvem Šťastnej Blázen. Na počátku roku 1986 došlo k další změně ve složení a na post zpěváka přišel textař Pepa „Mrak“ Vondrášek. Vznikla akustičtější podoba Abraxasu s kontrabasem Vítka Švece a perkusemi Imrana Zangiho.

## Další skupiny
Od roku 1987 následovala dvouletá spolupráce s Janou Koubkovou v seskupení Panta Rhei alias Yandim Band. Zároveň o rok později začal pracovat na projektu se zpěvačkou Jayou (Yandim Band). V této skupině hráli Roman Holý, Imran Zangi, Ivan Myslikovjan, Michal Hejna, Ivan Doležálek/ Wimpy, Athina Langoska.
V roce 2005 si založil acid funkovou skupinu Slávek Janda Banda (SJB), se kterou vydal dvě alba Jsou cejtit peklem a Silikon). Od roku 1996 došlo k obnovení Abraxasu téměř v původní sestavě (Imrich, Pelíšek). Vyšlo album Sado Maso. V roce 2000 vyšlo album Rituál.
Koncem října 2008 oslavil 40 let účinkování na české hudební scéně, což vyvrcholilo koncertem tří jeho nejznámějších kapel: SJB, Yandim Band a samozřejmě Abraxas. Tento koncert byl zaznamenán na DVD, které vyšlo spolu s časopisem Report na jaře 2009. Tento koncert také zapříčinil obnovení činnosti již zmiňované skupiny Yandim Band.